# La Chair et le Diable (film, 1954)
Pour les articles homonymes, voir La Chair et le Diable.

La Chair et le Diable est un film franco-italien, de Jean Josipovici, sorti en 1954.

## Synopsis
Giuseppe, journalier itinérant, est engagé par Mathias Valdès pour travailler dans son domaine agricole. Peu après, Giuseppe tente de séduire Mylène, la femme du patron. Une violente bagarre éclate bientôt entre les deux hommes, puis, Mathias disparaît mystérieusement.

## Fiche technique
- Réalisation : Jean Josipovici
- Scénariste : Jean Josipovici
- Musique : Georges Auric
- Directeur de la photographie : Michel Kelber
- Montage : Denise Reiss
- Sociétés de Production : Isarfilm, SASA S.p.A.
- Genre : Drame
- Couleurs : Noir et blanc - Son : mono
- Durée : 87 minutes
- Date de sortie  France : 18 juin 1954
- Affiche : Clément Hurel (France)

## Distribution
- Rossano Brazzi : Giuseppe Guardini
- Peter Van Eyck : Mathias Valdès
- Viviane Romance : Mylène Valdès
- Georgette Anys : Mme Ancelin
- Edmond Beauchamp
- Jean Berton
- Teddy Bilis : Petit Pierre
- Héléna Bossis : Mme Martin
- Emilio Carrer
- Jean Christian : Le curé
- Titina De Filippo : La Peppa
- René Lefèvre-Bel
- Marguerite Letombe
- Daniel Mendaille : Le colporteur
- Odette Pack
- Léon Pauléon
- Noël Robert
- Joëlle Robin
- Jean-Paul Roussillon : Apo Ancelin
- Éliane Saint-Jean : La folle
- Lydia Weber